# نيوري
نيوري (بالأيرلندية: An Iúraigh)) هي مدينة في أيرلندا الشمالية، على بعد 34 ميلا (55 كم) من بلفاست و 67 ميلا (108 كم) من دبلن. بلغ عدد سكانها 29,946 نسمة في عام 2011.
تمتد نيوري بين مقاطعتي داون وأرما.

## التاريخ
تأسست نيوري في العام 1144 جنبا إلى جنب مع دير سيسترسيان، على الرغم من أن هناك إشارات إلى المستوطنات في وقت سابق في المنطقة، وهي واحدة من أقدم المدن في أيرلندا. المدينة هي مدخل إلى "فجوة الشمال"، على مقربة من الحدود مع جمهورية أيرلندا. نمت باعتبارها مدينة السوق وحامية وأصبحت ميناءا في عام 1742، عندما كان مرتبطا لوغ نيه من قبل قناة على مستوى القمة الأولى التي بنيت في أيرلندا أو بريطانيا العظمى. في عام 2002، كجزء من احتفالات اليوبيل الذهبي للملكة اليزابيث، منح نيوري وضع المدينة مع ليسبورن.

## المناخ
يظهر الجدول التالي التغييرات المناخية على مدار السنة لنيوري:
| البيانات المناخية لـنيوري         | البيانات المناخية لـنيوري | البيانات المناخية لـنيوري | البيانات المناخية لـنيوري | البيانات المناخية لـنيوري | البيانات المناخية لـنيوري | البيانات المناخية لـنيوري | البيانات المناخية لـنيوري | البيانات المناخية لـنيوري | البيانات المناخية لـنيوري | البيانات المناخية لـنيوري | البيانات المناخية لـنيوري | البيانات المناخية لـنيوري | البيانات المناخية لـنيوري |
| الشهر                             | يناير                     | فبراير                    | مارس                      | أبريل                     | مايو                      | يونيو                     | يوليو                     | أغسطس                     | سبتمبر                    | أكتوبر                    | نوفمبر                    | ديسمبر                    | المعدل السنوي             |
| --------------------------------- | ------------------------- | ------------------------- | ------------------------- | ------------------------- | ------------------------- | ------------------------- | ------------------------- | ------------------------- | ------------------------- | ------------------------- | ------------------------- | ------------------------- | ------------------------- |
| متوسط درجة الحرارة الكبرى °م (°ف) | 6.8 (44.2)                | 7.1 (44.8)                | 9.2 (48.6)                | 11.5 (52.7)               | 14.5 (58.1)               | 17.0 (62.6)               | 18.7 (65.7)               | 18.3 (64.9)               | 15.9 (60.6)               | 12.4 (54.3)               | 9.1 (48.4)                | 6.9 (44.4)                | 12.3 (54.1)               |
| متوسط درجة الحرارة الصغرى °م (°ف) | 1.7 (35.1)                | 1.8 (35.2)                | 2.8 (37.0)                | 4.2 (39.6)                | 6.5 (43.7)                | 9.3 (48.7)                | 11.2 (52.2)               | 11.1 (52.0)               | 9.2 (48.6)                | 6.7 (44.1)                | 4.0 (39.2)                | 2.2 (36.0)                | 5.9 (42.6)                |
| الهطول مم (إنش)                   | 108.9 (4.29)              | 74.9 (2.95)               | 84.5 (3.33)               | 74.5 (2.93)               | 68.3 (2.69)               | 64.6 (2.54)               | 74.7 (2.94)               | 82.7 (3.26)               | 77.5 (3.05)               | 104.8 (4.13)              | 100.0 (3.94)              | 103.2 (4.06)              | 1٬018٫7 (40.11)           |
| المصدر: Met Office (UK)           |                           |                           |                           |                           |                           |                           |                           |                           |                           |                           |                           |                           |                           |

## توأمة
لنيوري اتفاقيات توأمة مع:
- كيروفسك

## أعلام
- جوزيف باركروفت
- بات غينغز
- توم مور
- فيلي كونينغهام
- بيتر مكبارلاند